# Перехресне ліцензування
Угода про перехресне ліцензування — договір між двома сторонами, де кожна сторона надає права на свою інтелектуальну власність іншій стороні.Також використовують термін крос-ліцензійна угода.

## Патентне право
У патентному праві угода про перехресне ліцензування є угодою, згідно з якою дві або більше сторін надають ліцензію кожній іншій стороні на використання предмета патентної претензії в одному або більше належних їм патентах. Часто патенти, якими сторони володіють, захищають різні ключові аспекти певного комерційного продукту. Отже, за допомогою перехресного ліцензування кожна зі сторін зберігає право на постачання комерційного продукту на ринок. Термін «перехресне ліцензування» передбачає, що жодна зі сторін не робить грошових відрахувань іншій стороні, проте такі випадки не виключаються.
Наприклад, Microsoft і JVC в січні 2008 уклали крос-ліцензійну угоду. Отже, кожна сторона може застосовувати винаходи, захищені патентами, включеними в угоду. Це дає переваги для конкуренції, надаючи більше свободи для проєктування продуктів, які містять компоненти, захищені іншими патентами, не спричиняючи позовів, пов'язаних з порушенням патентів.
Сторони, які укладають крос-ліцензійну угоду, повинні бути уважними, щоб не порушити антимонопольних законів і постанов.
Деякі компанії подають заявки на патент, переважно, щоб перехресно ліцензувати отримані патенти з метою протистояння спробам конкурентів зупинити постачання продукту на ринок. Наприклад, на початку 90-х тайванські ODM-виробники, такі як Hon Hai, стрімко збільшили кількість заявок на патенти після того, як конкуренти зі США подали проти них позови, пов'язані з порушенням патентів. Вони використовували патенти для перехресного ліцензування.
Одним з обмежень перехресного ліцензування є те, що воно не ефективне проти власників патентів. Власники мало що виробляють, а отже, їм не потрібні чужі патенти. Їх основний бізнес — надавати ліцензії за грошові відрахування. Часто такі компанії принизливо називають «патентними тролями».